# Ба Лије
Ба Лије (фр. Bas-Lieu) насеље је и општина у североисточној Француској у региону Север-Па д Кале, у департману Север која припада префектури Авне сир Елп.
По подацима из 2011. године у општини је живело 324 становника, а густина насељености је износила 42,52 становника/km². Општина се простире на површини од 7,62 km². Налази се на средњој надморској висини од 180 метара (максималној 211 m, а минималној 146 m).

## Демографија
| 1962. | 1968. | 1975. | 1982. | 1990. | 1999. | 2011. |
| ----- | ----- | ----- | ----- | ----- | ----- | ----- |
| 323   | 372   | 355   | 357   | 349   | 366   | 324   |

График промене броја становника у току последњих година